# مورمونیسم

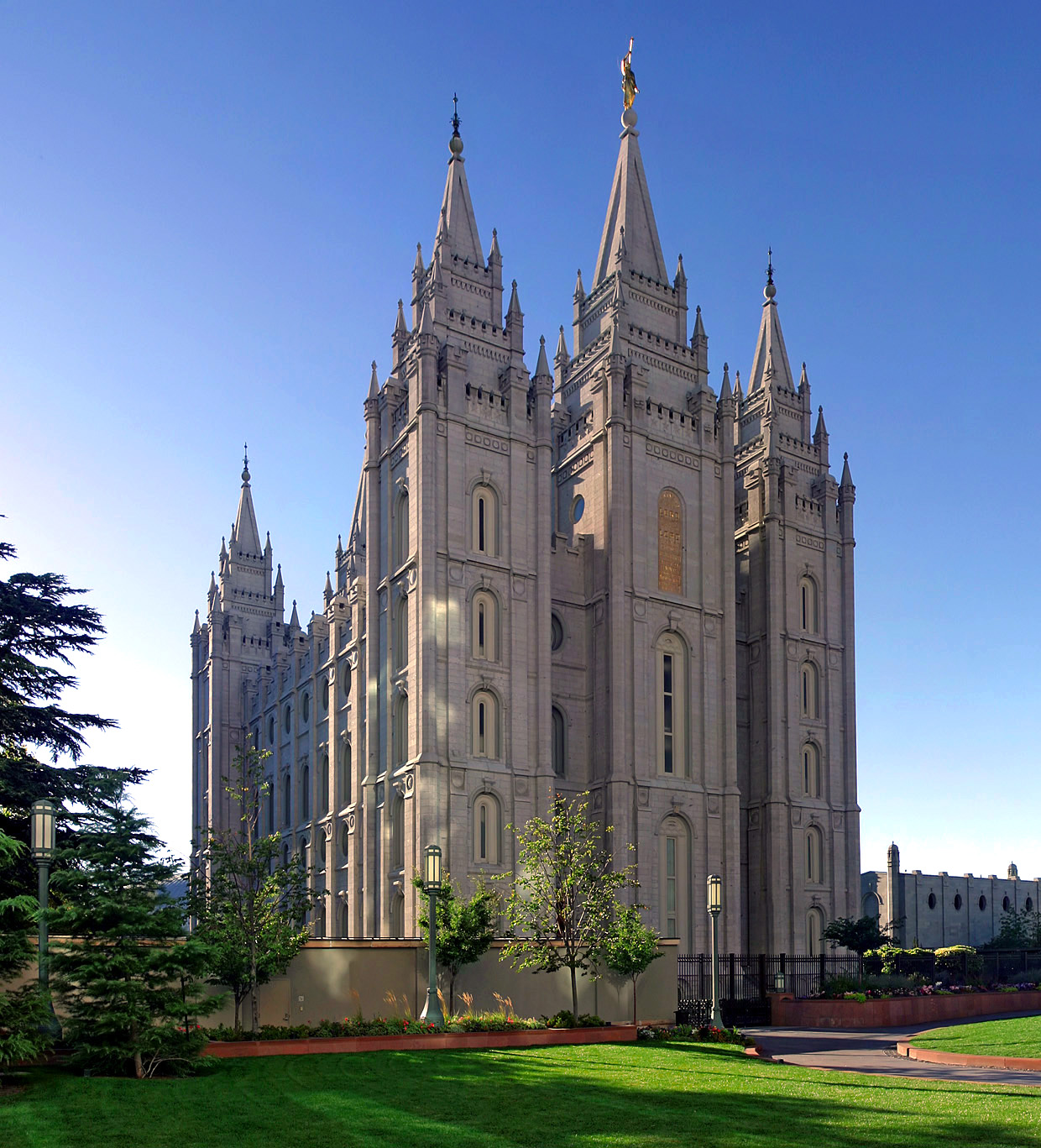
معبد سالت لیک، معبدی متعلق به کلیسای عیسی مسیح مقدسین آخرین زمان در سالت لیک سیتی، یوتا

مورمونیسم (به انگلیسی: Mormonism) الهیات و سنت دینی جنبش مقدسین آخرین زمان از مسیحیت استعادیه است که توسط جوزف اسمیت در غرب نیویورک در دهه‌های ۱۸۲۰ و ۱۸۳۰ بنیان نهاده شد. واژهٔ مورمونیسم برای اشاره به جنبه‌های مختلف این جنبش به‌کار رفته است، هرچند از سال ۲۰۱۸ تلاش‌هایی از سوی کلیسای عیسی مسیح مقدسین آخرین زمان برای فاصله گرفتن از این عنوان انجام شده‌است. یک تاریخ‌نگار به‌نام سیدنی الستروم در سال ۱۹۸۲ نوشت که بسته به زمینهٔ مورد نظر، واژهٔ مورمونیسم می‌تواند به «یک فرقه، یک آیین رازآلود، یک دین جدید، یک کلیسا، یک ملت، یا یک فرهنگ فرعی آمریکایی» اشاره داشته باشد؛ در واقع، این اصطلاح در زمان‌ها و مکان‌های مختلف می‌تواند همهٔ این‌ها باشد.
یکی از ویژگی‌های برجستهٔ الهیات مورمونی، کتاب مورمون است؛ متنی متعلق به قرن نوزدهم که خود را روایتی از سرگذشت مردم بومی قارهٔ آمریکا و روابطشان با خدا معرفی می‌کند. الهیات مورمونی دربرگیرندهٔ باورهای رایج مسیحی است که با الهامات دریافتی اسمیت و سایر رهبران مذهبی تغییر یافته‌اند. این آموزه‌ها شامل استفاده و باور به کتاب مقدس و دیگر متون مقدس نظیر آموزه‌ها و میثاق‌ها و مروارید گران‌بها می‌شود. مورمونیسم همچنین آموزه‌های مهمی چون ازدواج ابدی، پیشرفت جاودان، تعمید برای مردگان، چندهمسری، پاکدامنی جنسی، سلامت (مشخص‌شده در کلمهٔ حکمت)، روزه و رعایت شبات را شامل می‌شود.
با این حال، خودِ الهیات مورمونی یکپارچه نیست؛ از سال ۱۸۳۱ و به‌ویژه پس از مرگ جوزف اسمیت، گروه‌های گوناگونی از کلیسای مسیح که اسمیت بنیان نهاده بود، جدا شدند. یک منبع تخمین زده که بیش از ۴۰۰ فرقه از جنبش اولیهٔ جوزف اسمیت منشعب شده‌اند. جدای از تفاوت در رهبری، تفاوت عمدهٔ این گروه‌ها در دیدگاهشان نسبت به چندهمسری است؛ امری که کلیسای مورمونی مستقر در یوتا در سال ۱۸۹۰ آن را ممنوع کرد، و همچنین تثلیث که کلیسای عیسی مسیح مقدسین آخرین زمان آن را تأیید نمی‌کند. شاخه‌ای از الهیات که تلاش دارد چندهمسری را حفظ کند، به‌نام مورمونیسم بنیادگرا شناخته می‌شود و چند کلیسای مختلف را دربر می‌گیرد. گروه‌های دیگر مانند اجتماع مسیح (پیش‌تر: کلیسای تجدید سازمان‌یافتهٔ عیسی مسیح مقدسین آخرین زمان) تثلیث را تأیید کرده و آموزه‌های خود را مسیحیت استعادیهٔ تثلیث‌باور توصیف می‌کنند.
اصطلاح «فرهنگ مورمونی» به‌دست مورمون‌های فرهنگی رایج شد؛ کسانی که با این فرهنگ—که به‌ویژه در بخش‌هایی از غرب ایالات متحدهٔ آمریکا حضوری پررنگ دارد—احساس همبستگی می‌کنند، اما الزاماً با الهیات آن موافق نیستند.